# 小畑実 (歌手)
小畑  実（おばた みのる、1923年4月30日 - 1979年4月24日）は、朝鮮・平壌出身の歌手。本名は康 永喆（강영철）。

## 経歴
1937年、韓国人テノール歌手・永田絃次郎に憧れて16歳で日本に渡り、日本音楽学校に入学。苦学しながら声楽を学んで1941年に卒業すると、その後は江口夜詩の門下となる。この頃に下宿先の大家で秋田県大館出身の小畑イクに面倒を見てもらったのが小畑姓と秋田出身を称した理由とされる。なお、イクの息子である小畑達夫はいわゆる共産党リンチ事件で死亡している。
1941年2月にポリドールから『成吉思汗』でデビューし、朝鮮半島出身を隠して出身地を秋田県としていた。後にビクターへ移籍し、1942年に藤原亮子とデュエットした『婦系図の歌（湯島の白梅）』が出世作となる。1943年には同じく藤原亮子とのデュエットによる『勘太郎月夜唄』をヒットさせ新進気鋭の歌手として注目を浴びる。
終戦後には活躍が本格的となる。テイチク→キング→コロムビア→古巣・ビクターと所属会社を転々としたが、甘いクルーナー唱法で『小判鮫の唄』『薔薇を召しませ』『アメリカ通いの白い船』『長崎のザボン売り』『高原の駅よさようなら』『山の端に月の出る頃』『青い流れに』『ロンドンの街角で』『花の三度笠』など太平洋戦争後に多くのヒット曲を飛ばした。特に『星影の小径』はフランスのシャンソンをベースにしたロマンチックな旋律と「アイ・ラブ・ユー」という英語を歌詞に用いた斬新さに加え、小畑の歌唱の特徴が生かされた傑作でもある。
『平凡』の人気投票で美空ひばりと共に男女の1位を続けたが、1957年に春日八郎・三橋美智也の台頭で首位から陥落し、これを機に同年の第8回NHK紅白歌合戦出場を最後に一度引退。

一時期は実業界に移ってラスベガスでホテル経営に乗り出し、在日社会の関連で紡績会社の重役にも就任する傍ら六本木でレストランの経営などもする。
1969年に折からの懐メロブームもあって『勘太郎いつ帰る』で復帰を果たし、韓国にもしばしば渡り本名で活躍。
昭和50年代に入った頃から「もう一度ヒットを出したい」と車で地方に出向き、みかん箱の上に乗ってマイク無しで新曲を歌ってレコードを手売りする歌の行商を始めた。ゆるぎない地位を築いている往年の大歌手が、それらを半ば投げ捨て、出たての新人のようなキャンペーンをするということは多くの波紋を呼んだが、奮闘の甲斐があってか『星のない渚』『湯の町しぐれ』はヒットを記録した。その傍らでステージ活動や刑務所の慰問、後進の指導にも精力的に取り組んだ。
1979年4月24日午後4時40分、千葉県野田市のゴルフ場「紫カントリークラブすみれコース」でプレイ中に倒れ、市内の病院に救急搬送されたが午後5時10分に急性心不全のため死亡した。享年55歳。小畑は月に5,6回来る程の常連で、当日も午前10時に一人でコースを訪れ、初対面の3人と廻っていた。1ラウンドハーフの16番ロングホールのセカンドショットで倒れ、キャディが駆けつけた時には意識不明であった。56歳の誕生日を6日後に控えた急逝だった。墓所は1度の改葬を経て、妻の実家の墓所である韓国慶尚北道永川市万仏寺http://manbulsa.org/global_site/japan/に妻：文子と共に眠る。日本にも分骨されているか不明だが鎌倉霊園に墓所があり、2023年無縁に指定された。

## エピソード
- 「長崎のザボン売り」の発売当時、長崎でザボン売りは見られなかったが、この曲のヒットで長崎に本当にザボン売りが出現したとも言われている[1]。

## 家族
妻は朝鮮出身で大阪で紡績事業に成功した阪本紡績の社長である阪本栄一こと徐甲虎と朴外得の娘・文子。1955年の夏、政治家の大野伴睦の媒酌で結婚。なお義父である阪本は現在の駐日大韓民国大使館の土地を韓国政府に寄付したが、1974年に阪本紡績は倒産した。

## 代表曲
- 成吉思汗（1941年2月発売）共唱：吉沢美穂子
- 明日の希望（1942年8月発売）
- 婦系図の歌（1942年9月発売）共唱：藤原亮子。東宝映画「婦系図」主題歌。後年「湯島の白梅」として再録。
- 勘太郎月夜唄（1943年1月発売）共唱：藤原亮子。「伊那節仁義」主題歌
- 暁の交換船（1943年7月発売）共唱：藤原亮子
- 小太刀を使う女（1944年1月発売）共唱：藤原亮子
- 虹の都（1947年8月発売）
- 月夜のパイプ（1948年1月発売）
- 長崎のザボン売り（1948年4月発売）
- 小判鮫の唄（1948年10月発売）
- おしどり笠（1948年12月発売）
- 薔薇を召しませ（1949年6月発売）
- アメリカ通いの白い船（1949年7月発売）
- 星影の小径（1950年4月発売） ※数々の歌手達がカヴァーしている
- 涙のチャング（1950年10月発売）
- 高原の駅よさようなら（1951年6月発売） ※香川京子主演で映画化
- 山の端に月の出る頃（1951年6月発売）
- 雨のダンスパーティ（1951年7月発売）
- 青い流れに（1951年9月発売）
- ああ高原を馬車は行く（1951年10月発売）
- 女ごころを誰か知る（1951年12月発売）
- ロンドンの街角で（1952年3月発売）
- 愛の旅路（1952年7月発売）
- 星のまたたく小径（1952年9月発売）
- 藤十郎恋唄（1952年9月発売）
- セーヌの流れに/花の巴里の街角（1952年10月発売）
- うたかたの恋（1952年11月発売）
- アンジェラスの鐘（1952年11月発売）
- ああ青春の夢いづこ（1953年2月発売）
- ナポリの街から/カプリ島の夜（1953年5月発売）
- 新太郎街道（1953年4月発売）
- アカシアの小径（1953年7月発売）
- 花の三度笠（1953年9月発売）
- 東京ブルー・ムーン（1953年9月発売）
- そよ風のビギン（1954年6月発売）
- 長崎の街角で（1954年10月発売）
- 二十の頃（1954年12月発売）
- 涙の築地川（1955年1月発売）
- 霧降る高原の駅で（1955年8月発売）
- 船乗りシャンソン（1955年10月発売）
- ただひとりの人（1955年発売）
- 残菊物語（1956年2月発売）
- りんどう日記（1957年発売）
- こころにユトリが湧いて来た（1957年発売）
- 勘太郎いつ帰る/未練のワルツ（1969年発売）
- 雨のメロディー/あの人はたそがれに（1973年発売）
- 湯の町しぐれ/流し唄（1976年発売）
- 星のない渚/はまゆうの道（1977年発売）
- 誰か夢なき/青いたそがれ（1977年発売）
- さんざしの花（1978年発売）
- 悲しい芝居/今はもう明日（1978年発売）ラストシングル

## ベストアルバム
- 小畑実のすべて（1986年2月21日）
- 小畑実〈New Best One〉（1990年11月7日）
- 全曲集（1991年11月5日）
- 小畑実大全集（CD8枚組）（1993年）
- 小畑実全曲集（1993年12月1日）
- SP盤復刻による懐かしのメロディー（1995年4月21日）
- ＜COLEZO!＞小畑実（2005年9月22日）
- 決定版 小畑実（2005年11月2日）
- 歌カラ・ヒット4(18)（2006年1月21日）

## NHK紅白歌合戦出場歴
| 1953年（昭和28年）/第4回                                                                                           | ロンドンの街角で     | 神楽坂はん子 |
| 1954年（昭和29年）/第5回                                                                                           | 長崎の街角で         | 美空ひばり   |
| 1957年（昭和32年）/第8回                                                                                           | 高原の駅よさようなら | 菊池章子     |
| - このうち、第8回はラジオ中継による音声が現存する。 - なお、第8回の音声は2004年にNHKのラジオ番組で紹介されている。 |                      |              |